# Miconchus regius
Miconchus regius är en rundmaskart. Miconchus regius ingår i släktet Miconchus och familjen Anatonchidae. Inga underarter finns listade i Catalogue of Life.